# Auto detailing

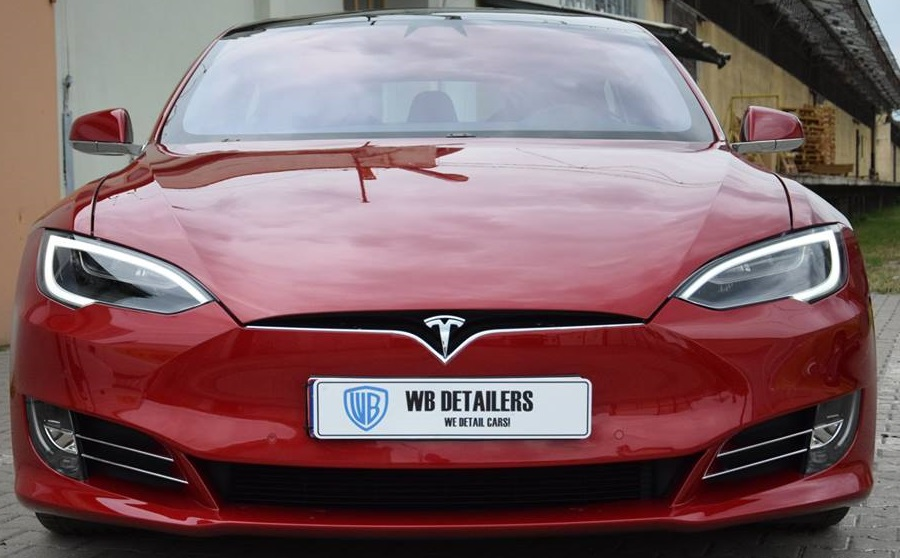
Samochód marki Tesla zabezpieczony powłoką ceramiczną, z widocznym „efektem lustra” na masce

Auto detailing, także car detailing – proces kompleksowego czyszczenia, renowacji i konserwacji pojazdu samochodowego lub jego elementów, zarówno na zewnątrz, jak i wewnątrz, w celu podniesienia walorów estetycznych i użytkowych pojazdu, a także przedłużenia jego żywotności.

## Detailing wnętrza
Detailing wnętrza obejmuje czyszczenie, regenerację i konserwację przestrzeni pasażerskiej oraz bagażnika. Główne procesy dokonywane w procesie detailingu wnętrza polegają na czyszczeniu elementów tapicerskich, podsufitki, kokpitu, wszelkich elementów plastikowych i metalowych. Nacisk kładziony jest na odnowę najdrobniejszych szczegółów i przywrócenie stanu fabrycznego.

## Detailing zewnętrzny
Detailing zewnętrzny obejmuje regenerację i konserwację powłoki lakierniczej, kół, szyb, elementów chromowanych. W przypadku regeneracji powłoki lakierniczej proces ten można podzielić na kilka etapów:
1. oczyszczenie karoserii, prowadzące do usunięcia wszelkich obcych cząsteczek z powierzchni zewnętrznych poprzez mycie i zastosowanie środków chemicznych[2];
2. polerowania powłoki lakierniczej (ręczne lub maszynowe, przy użyciu maszyny polerskiej, padów i past polerskich), powodujące usunięcie rys i innych niedoskonałości lakieru[3];
3. odtłuszczenie powierzchni karoserii[2].
4. aplikacja ceramicznej powłoki ochronnej, osłaniającej pokryte nią elementy przed negatywnym wpływem warunków atmosferycznych i przywieraniu obcych cząsteczek brudu, utratą koloru lakieru czy mikrorysami[2];
5. pozostawienie nowo nałożonej powłoki do schnięcia, co spowoduje jej utwardzenie[2].

Oprócz powłok ceramicznych stosuje się także inne twarde powłoki ochronne, takie jak powłoka kwarcowa czy grafenowa.